# Cyclamen persicum
Il ciclamino di Persia (Cyclamen persicum Mill.) è una specie della famiglia delle Primulacee.

## Descrizione

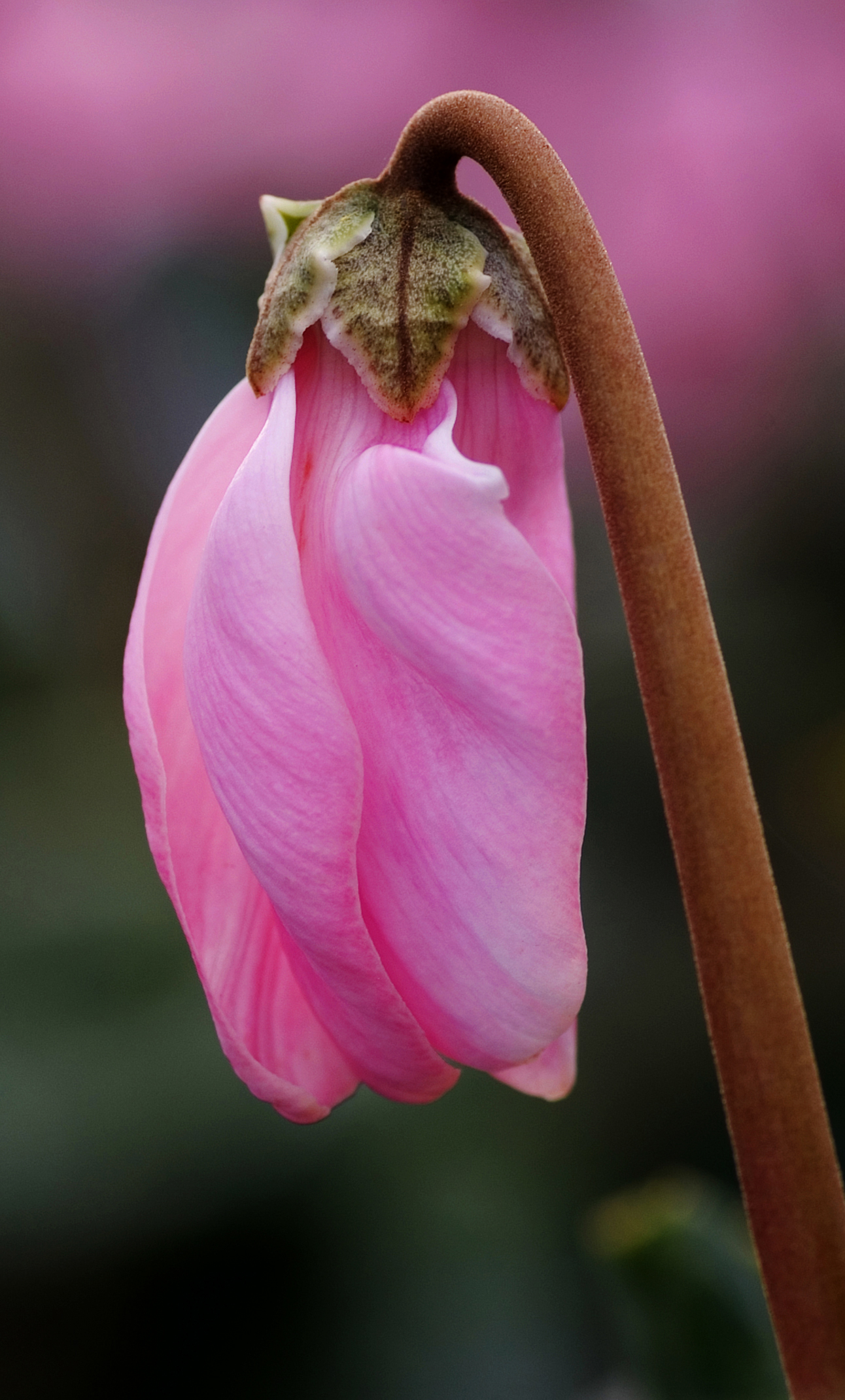
Fiore

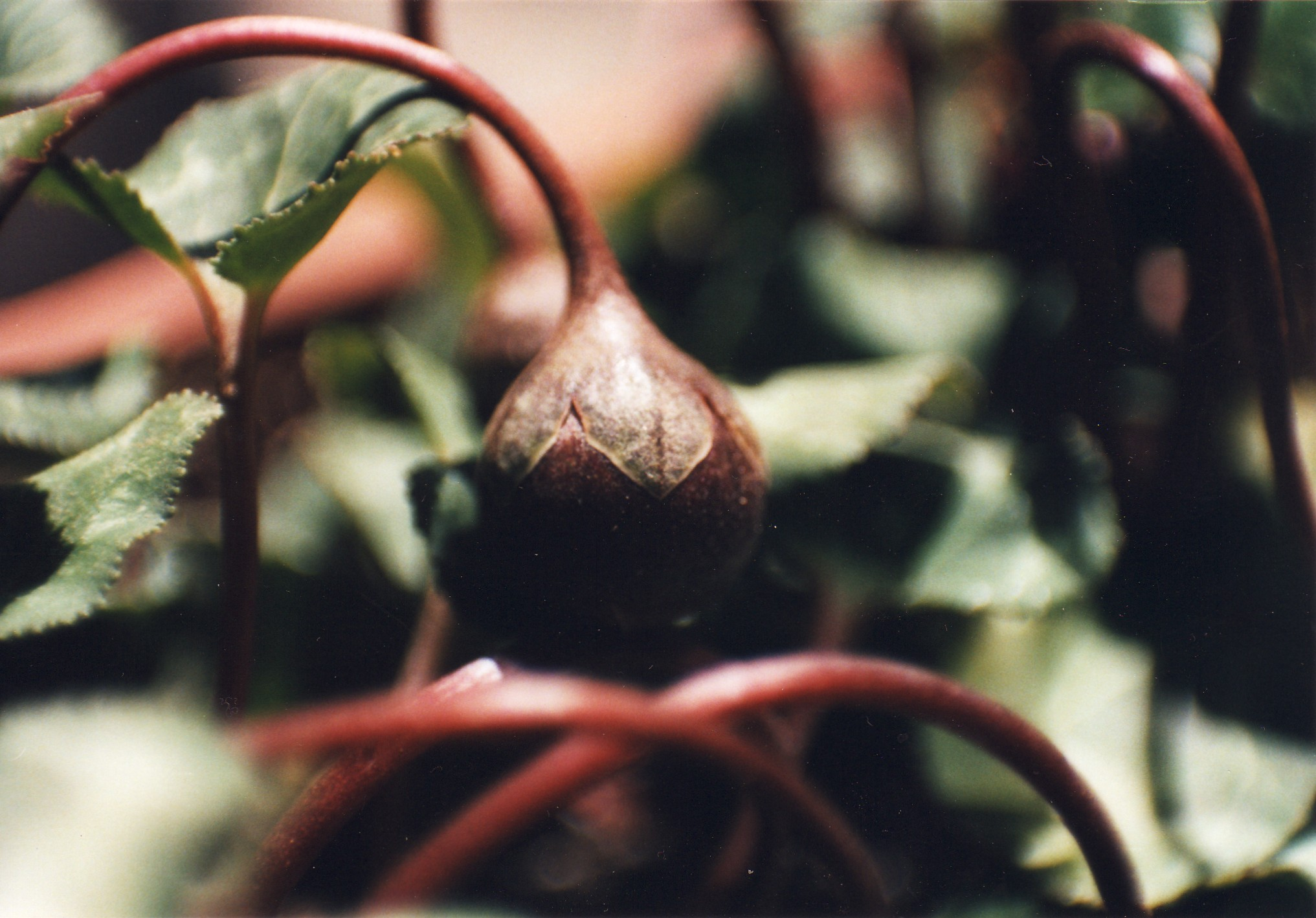
Frutto

Pianta erbacea munita di tuberi globosi o un po' compressi di colore rosso-violaceo, con poche radici, dai quali si originano direttamente con lunghi piccioli diverse foglie dall'aspetto ceroso, di forma ovato-cordata, con margine denticolato o intero, di colore verde scuro con variegatura più chiara nella pagina superiore e rossastre sulla pagina inferiore, molto decorative. Raggiunge l'altezza di 15 cm nella varietà spontanea mentre le varietà ibride arrivano anche a 35 – 40 cm.
I fiori sono solitari, portati da un lungo peduncolo che si sviluppa anch'esso dal tubero. La corolla è a cinque petali saldati alla base, che si rovesciano verso l'alto al momento della fioritura; l'ovario è unico, munito di un solo stilo. I fiori sono poco profumati, rossi, rosa, bianchi o sfumati, e sono prodotti a profusione. Le varietà ibride hanno fiori più grandi e possono avere i petali arricciati.
I fiori si trasformano in capsule deiscenti di forma sferica, contenenti numerosi semi. Quando questi maturano il picciolo si incurva, la capsula si apre in cinque lembi e libera il proprio contenuto in prossimità del suolo.

## Distribuzione e habitat
L'areale di questa specie si estende dall'Algeria e dalla Tunisia al versante orientale del bacino del Mediterraneo (Grecia, Turchia, Libano, Siria e Palestina).

## Coltivazione
La fioritura avviene durante il periodo freddo dell'anno, da settembre a marzo, e le piante vanno in riposo nei mesi caldi dell'estate. Sono delle geofite: la parte aerea secca ogni anno. Per le varietà ibride in commercio è possibile conservare il tubero al riparo della luce diretta e farlo rifiorire per più anni di seguito.
Per moltiplicare le piante si ricorre alla semina: si effettua in agosto – settembre, le piantine ottenute si ripicchettano quando hanno almeno due foglie e la prima fioritura si ottiene dopo almeno 15 mesi.
Piantato all'aperto, il ciclamino si colloca bene all'ombra degli alberi e non ha bisogno di molte cure. Esistono ciclamini piantati nel XIX secolo che fioriscono ancora e i loro bulbi possono pesare più di 15 kg. In nessun caso si tratta di piante da appartamento, i ciclamini sopportano meglio temperature prossime a 0 °C che quelle elevate. L'intervallo ideale per il loro sviluppo è fra i 6 e i 18 °C.Per quanto riguarda l'irrigazione, bisogna evitare il ristagno d'acqua nel sottovaso e in generale il terreno non deve essere mantenuto eccessivamente umido, per non favorire i marciumi.
La tendenza florovivaistica degli ultimi anni è di produrre piante di piccole dimensioni, sebbene quelle di taglia maggiore continuino ad avere un buon mercato.